# Michel Fugain
Michel Fugain (Grenoble, Isère, 12 mei 1942) is een Frans zanger en componist.
Fugain werd geboren als zoon van de medicus en verzetsstrijder Pierre Fugain. Hij brak zijn studie medicijnen af en werd assistent van de filmregisseur Yves Robert. Fugain raakte bevriend met Michel Sardou en schreef vervolgens nummers voor Disques Barclay, die door onder andere Dalida werden uitgevoerd.
In 1969 bracht hij zijn eerste album uit, genaamd Je n'aurai pas le temps. Het titelnummer werd als "if I only had time" gecoverd door John Rowles, die daar een grote hit mee had.
Fugain was in 1972 oprichter van de formatie Michel Fugain et le Big Bazar, die verder bestond uit elf musici, vijftien zangers en dansers. In datzelfde jaar bracht deze formatie het bekende nummer Une belle histoire uit, dat in 1973 werd gecoverd door Ann Christy (Een mooi verhaal), in 1975 door Gerard Cox (Een mooi verhaal) en later door Paul de Leeuw en Alderliefste (Une belle histoire / Een mooi verhaal) alsook door Noordkaap (Een mooi verhaal).

## Grootste hits
- Je n'aurai pas le temps (1967)
- Ballade en Bugatti (1970)
- Une belle histoire (1972)
- Fais comme l'oiseau (1972)
- Attention Mesdames et Messieurs (1972)
- Chante (1973)
- Jusqu'à demain peut-être (1973)
- Bravo Monsieur le Monde (1973)
- La fête (1973)
- Tout va changer (1973)
- Les gentils, les méchants (1973)
- Les acadiens (1975)
- Ring et Ding (1976)
- Le printemps (1976)
- Le chiffon rouge (1977)
- Des rêves et du vent (1988)
- Viva La Vida (1988)
- Où s'en vont (1989)

## Albums
- Un enfant dans la ville (1971)
- Fugain et le Big Bazar n°1 (1972) (met Une belle histoire)
- Fugain et le Big Bazar n°2 (1973)
- Un jour la fête (1974)
- Fugain et le Big Bazar à l’Olympia (live) (1974)
- Fugain et le Big Bazar n°3 (1975)
- Fugain et le Big Bazar n°4 (1976)
- Fugain et le Big Bazar à l’Olympia (live) (1976)
- Un jour d’éte dans un havre de paix (1977)
- Michel Fugain et sa compagnie (live) (1978)
- Faites-moi danser! (1978)
- Michel Fugain (Les Sud-Américaines) (1979)
- Capharnaüm (1981)
- Michel Fugain (Des rêves et du vent) (1988)
- Un café et l’addition (1989)
- Sucré-Salé (1992)
- Vivant (1993)
- Plus ça va… (1995)
- Petite fête entre amis (1996)
- De l'air (1998)
- Encore (2001)
- Bravo et merci (2007)
- À l'Alhambra (2010)
- Projet Pluribus (2013)
- La vie, l'amour, etc... (2024)

## NPO Radio 2 Top 2000
| Nummers met noteringen in de NPO Radio 2 Top 2000 | '99 | '00  | '01  | '02  | '03  | '04  | '05  | '06 | '07  | '08  | '09  | '10  | '11  | '12  | '13  | '14 | '15 | '16 | '17 | '18 | '19 | '20 | '21 | '22 | '23 | '24 |
| ------------------------------------------------- | --- | ---- | ---- | ---- | ---- | ---- | ---- | --- | ---- | ---- | ---- | ---- | ---- | ---- | ---- | --- | --- | --- | --- | --- | --- | --- | --- | --- | --- | --- |
| Le printemps                                      | -   | 1274 | 1550 | 1226 | 1678 | 1477 | 1115 | 867 | 1603 | 1212 | 1628 | 1491 | 1554 | 1567 | 1894 | -   | -   | -   | -   | -   | -   | -   | -   | -   | -   | -   |
| Une belle histoire                                | 581 | -    | 690  | 695  | 666  | 699  | 471  | 268 | 651  | 478  | 548  | 397  | 363  | 334  | 303  | 345 | 349 | 295 | 313 | 407 | 400 | 381 | 296 | 371 | 363 | 350 |

1. ↑  Een '-' betekent dat het nummer niet was genoteerd en een vetgedrukt getal geeft de hoogste notering van een nummer aan.

## Trivia
De intro van zijn nummer Les Rues de la Grande Ville wordt als kenwijsje gebruikt bij de sketches van De Snackbar in het programma Draadstaal.